# Condado de Coleman
O Condado de Coleman é um dos 254 condados do estado norte-americano do Texas. A sede do condado é Coleman, e sua maior cidade é Coleman.
O condado possui uma área de 3 319 km² (dos quais 55 km² estão cobertos por água), uma população de 9 235 habitantes, e uma densidade populacional de 3 hab/km² (segundo o censo nacional de 2000).
O condado foi criado em 1858.